# Iglesia de Abajo
Iglesia de Abajo (en asturiano y oficialmente: Vega de Baxo) es un lugar que pertenece a la parroquia de Vega en el concejo de Gijón (Principado de Asturias). Se encuentra a 50 m s. n. m. y está situada a 7,50 km de la capital del concejo, Gijón. 

## Población
En 2020 contaba con una población de 1.472 habitantes (INE 2020) repartidos en 256 viviendas.